# Salta-pedras
Salta-pedras (Achaetops pycnopygius) é uma espécie de ave da família Sylviidae. É a única espécie do género Achaetops.
Pode ser encontrada nos seguintes países: Angola e Namíbia.